# Acronicta obsoleta
Acronicta obsoleta là một loài bướm đêm trong họ Noctuidae.